# قشلاق ميدان باقي (قشلاق أهر)
قشلاق میدان باقي (بالفارسية: قشلاق میدان‌باغی) هي منطقة سكنية تقع في إيران في قسم قشلاق الریفي. يقدر عدد سكانها بـ 51 نسمة .